# Вирџил (Канзас)
Вирџил (енгл. Virgil) град је у америчкој савезној држави Канзас.

## Демографија
По попису из 2010. године број становника је 71, што је 42 (-37,2%) становника мање него 2000. године.
| Група             | 2000.       | 2010.      |
| Белци             | 102 (90,3%) | 68 (95,8%) |
| Афроамериканци    | 0 (0,0%)    | 0 (0,0%)   |
| Азијати           | 0 (0,0%)    | 0 (0,0%)   |
| Хиспаноамериканци | 9 (8,0%)    | 0 (0,0%)   |
| Укупно            | 113         | 71         |